# 海外領地根本法

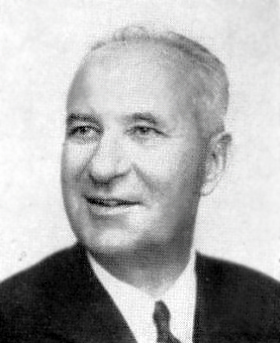
時任法國海外部部長加斯東‧德費爾

法國《海外領地根本法》（Loi-cadre Defferre），亦稱《德费尔框架法》於1956年6月23日通過，取名於法國時任海外部部長加斯东·德费尔。該法標誌着法國及其海外帝國關係的轉變。受壓於諸多前殖民地的獨立運動，法國巴黎中央政府決定下放權力至法屬非洲殖民地，授予其普選權，取消多重選舉團制度及不平等選舉權。多數法屬非洲殖民地根據新法賦予的普選權於1957年3月31日舉行選舉。但由於喀麦隆及多哥爲聯合國託管領土，因此其進度與其他法屬非洲部分不同：喀麦隆早於1956年12月23日舉行大選，而多哥則推遲至1958年4月17日。 